# Reidsville (Geórgia)
Reidsville é uma cidade localizada no estado americano de Geórgia, no Condado de Tattnall.

## Demografia
Segundo o censo americano de 2000, a sua população era de 2235 habitantes.
Em 2006, foi estimada uma população de 2429, um aumento de 194 (8.7%).

## Geografia
De acordo com o United States Census Bureau tem uma área de 20,0 km², dos quais 19,9 km² cobertos por terra e 0,1 km² cobertos por água.

## Localidades na vizinhança
O diagrama seguinte representa as localidades num raio de 24 km ao redor de Reidsville.